# Weißenbach bei Liezen
Weißenbach bei Liezen war eine Gemeinde mit 1117 Einwohnern (Stand: 31. Oktober 2013)
in der Steiermark im Gerichtsbezirk bzw. Bezirk Liezen im Ennstal, ca. drei Kilometer westlich der Bezirkshauptstadt Liezen. Im Rahmen der steiermärkischen Gemeindestrukturreform ist Weißenbach ab 2015 mit der Gemeinde Liezen zusammengeschlossen,
die neue Gemeinde führt den Namen Stadtgemeinde Liezen weiter. Grundlage dafür ist das Steiermärkische Gemeindestrukturreformgesetz – StGsrG. Eine Beschwerde, die von der Gemeinde gegen die Zusammenlegung beim Verfassungsgerichtshof eingebracht wurde, war nicht erfolgreich.

## Geografie
Die Gemeinde Weißenbach bei Liezen war im Osten durch die Gemeinde Liezen, im Süden durch Lassing und Aigen im Ennstal, im Westen durch Wörschach und im Norden durch Hinterstoder abgegrenzt.

## Geschichte
1145 wurde der Ort erstmals als Wiezenbach erwähnt. 1696 kam es zu einem Aufstand der Bauern gegen den „Feld-Zehent“. 1738 wurde das Sensenwerk von Veit Moser als Nagelschmiede gegründet. 1830 wurde in Weißenbach erstmals Schulunterricht erteilt. Die Aufhebung der Grundherrschaften erfolgte 1848. Die Ortsgemeinde als autonome Körperschaft entstand 1850.
1914 war das Gründungsjahr der Freiwilligen Feuerwehr Weißenbach. 1934 wurde beim Putschversuch der Nationalsozialisten ein vermeintlicher Attentäter bei der Bahnbrücke Weißenbach erschossen. Nach der Annexion Österreichs 1938 kam die Gemeinde zum Reichsgau Steiermark, ein Reichsarbeitsdienstlager wurde auf den Bachergründen errichtet. 1945 bis 1955 war die Gemeinde Teil der britischen Besatzungszone in Österreich. 1962 fanden auf der Kunstrodelbahn die Europameisterschaften statt. 1968 erfolgte die Weihe der neu erbauten Kirche in Weißenbach.

## Bevölkerungsentwicklung
| Bevölkerung | Bevölkerung | Bevölkerung | Bevölkerung | Bevölkerung |
| Datum       | Datum       |             | Einwohner   | Einwohner   |
| ----------- | ----------- | ----------- | ----------- | ----------- |
| 1869        | 465         | 1951        | 684         |             |
| 1880        | 459         | 1961        | 709         |             |
| 1890        | 468         | 1971        | 836         |             |
| 1900        | 416         | 1981        | 965         |             |
| 1910        | 378         | 1991        | 1.047       |             |
| 1923        | 382         | 2001        | 1.158       |             |
| 1934        | 418         | 2007        | 1.149       |             |
| 1939        | 648         | 2013        | 1.117       |             |

## Kultur und Sehenswürdigkeiten

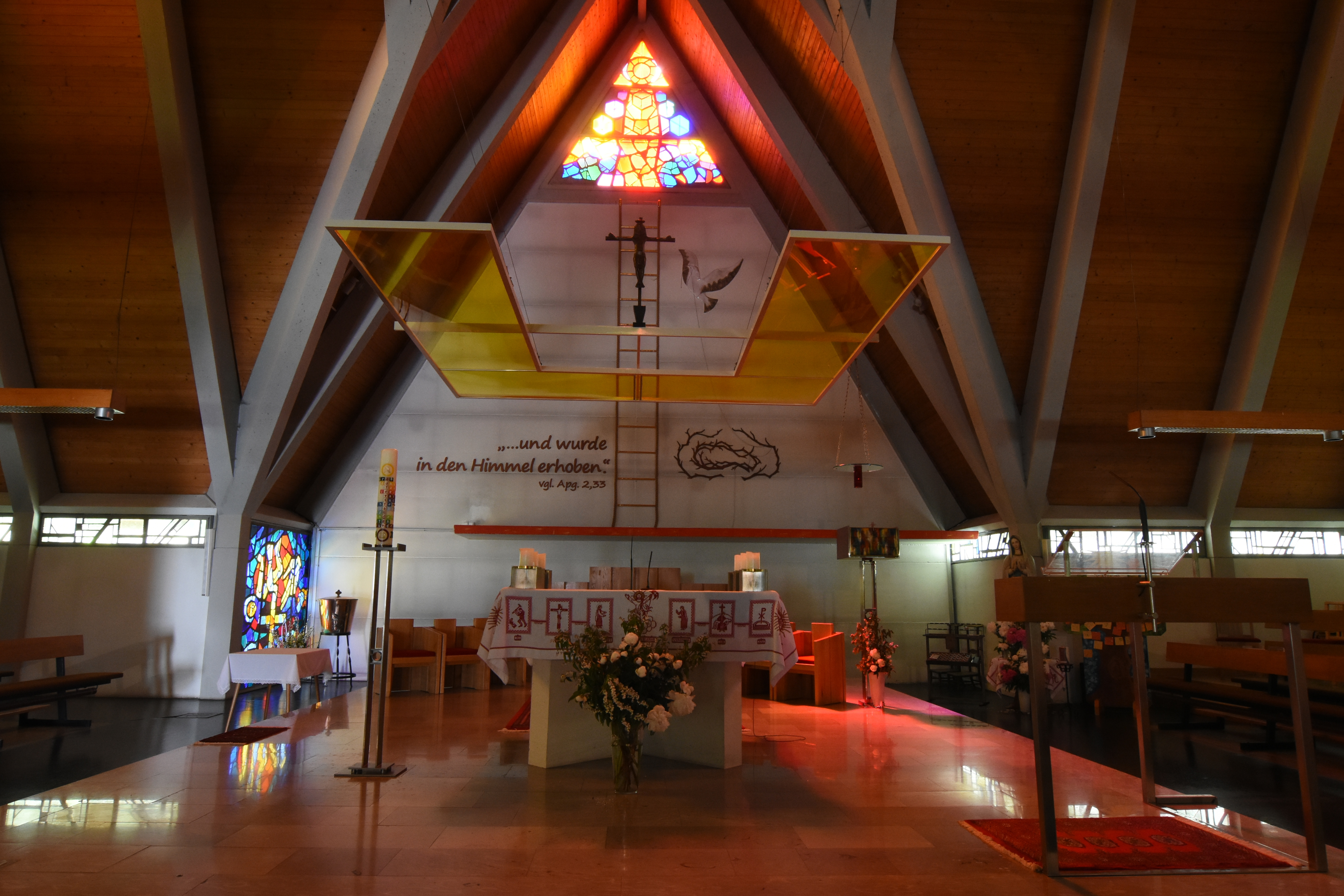
Innenansicht der Kirche

### Bauwerke
- Filialkirche Weißenbach bei Liezen

## Sport und Freizeit
In der Gemeinde befinden sich ein Golfplatz, ein Badesee, Wanderwege, ein kleiner Schilift, Loipen, zwei Tennisplätze sowie ein Beachvolleyball- und ein Fußballplatz.

## Bekannte ansässige Unternehmen
- Knauf GmbH

### Bildung
- Kindergarten Weißenbach
- Volksschule Weißenbach

## Politik
Letzter Bürgermeister vor der Gemeindefusion war Rudolf Pollhammer (ÖVP).
Der letzte Gemeinderat bestand aus 15 Mitgliedern und setzte sich seit der Gemeinderatswahl 2010 aus Mandaten der folgenden Parteien zusammen:
- 11 Mandate ÖVP; stellte Bürgermeister und Vizebürgermeister
- 2 Mandate SPÖ
- 2 Mandate Listefranz

### Wappen
Das Wappen von 1975 stellt zwei Hammer mit Sensen dar, die an die früher in der Gemeinde vorhandene Eisenschmiede erinnert. Im Hintergrund ist das Wahrzeichen der Gemeinde, die Weißenbacher Wände, zu sehen.

## Persönlichkeiten

### Ehrenbürger
- 1975: Friedrich Niederl (1920–2012), Landeshauptmann der Steiermark 1971–1980[5]
- 1975: Franz Wegart (1918–2009), Landeshauptmann-Stellvertreter[6]
- Franz Sulzbacher († 2022), Alt-Bürgermeister von Weißenbach bei Liezen[7]

### Mit der Gemeinde verbundene Persönlichkeiten
- Der deutsche Afrikaforscher Hermann von Wissmann (1853–1905) verbrachte seine letzten Lebensjahre auf seinem Landsitz in Weißenbach in Liezen.
- Der Politiker Odo Wöhry (* 1956) war von 1993 bis 2001 Vizebürgermeister der Gemeinde.